# Josep Cabré i Piera
Josep Cabré i Piera (Barcelona, 1933 — Madrid, 25 de gener de 1981) fou un metge dermatòleg i professor universitari català.

## Biografia
Fill del dermatòleg Josep Cabré i Claramunt. Estudis a la Universitat de Barcelona. Doctorat a la UB, el 1962. Obté la càtedra de Dermatologia a la Universitat de Cadis el 1964. S'incorpora a la UAB el març de 1972. Degà de la Facultat de Medicina de la UAB, del 28 de desembre de 1973 al 16 de desembre de 1975. Rector de la Universitat Autònoma de Barcelona, del 13 de setembre de 1975 al 7 de maig de 1976. Guanya una càtedra a la Universitat Complutense de Madrid el 1976 i es trasllada a viure a la capital de l'estat on va morir l'any 1981.

## Altres càrrecs i afiliacions
- President de l'Acadèmia Espanyola de Dermatologia, de 1970 a 1974.[2]
- Membre del Comitè Internacional de la Lliga Internacional de Societats Dermatològiques.[3]